# William Miller (Graveur)

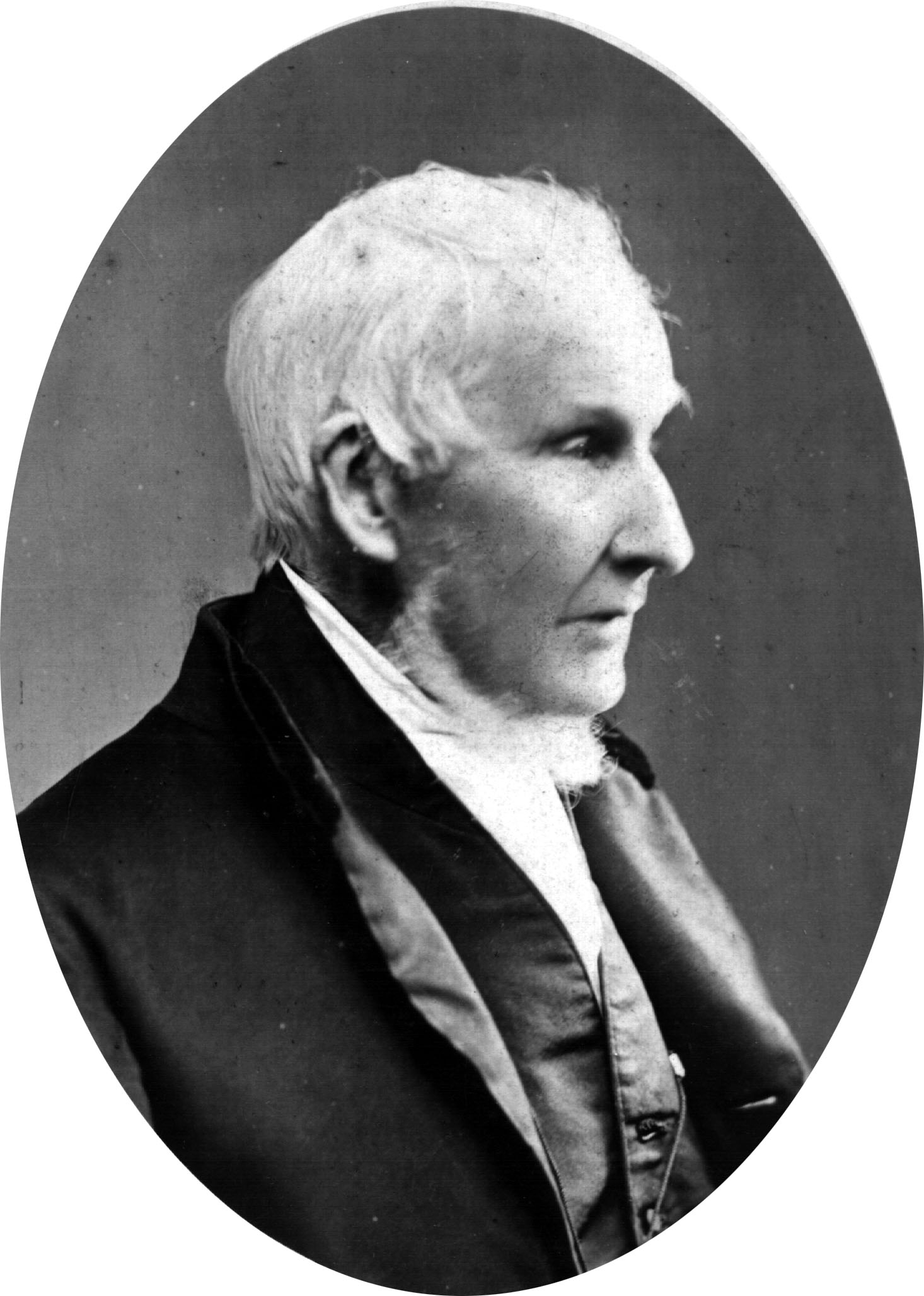
William Miller um 1862

William Miller (* 28. Mai 1796 in Edinburgh; † 10. Januar 1882 in Sheffield) war ein schottischer Kupferstecher, berühmt für seine Interpretationen der Werke bekannter Maler wie William Turner und Clarkson Stanfield.

## Leben
Miller studierte in London und kehrte anschließend nach Edinburgh zurück. Dort führte er Stiche für Sir George Harvey und andere Landschaftsmaler aus. Zu seinem Hauptwerk gehört aber die Umsetzung der Arbeiten William Turners, der seine meisterlichen Gravuren überaus schätzte.

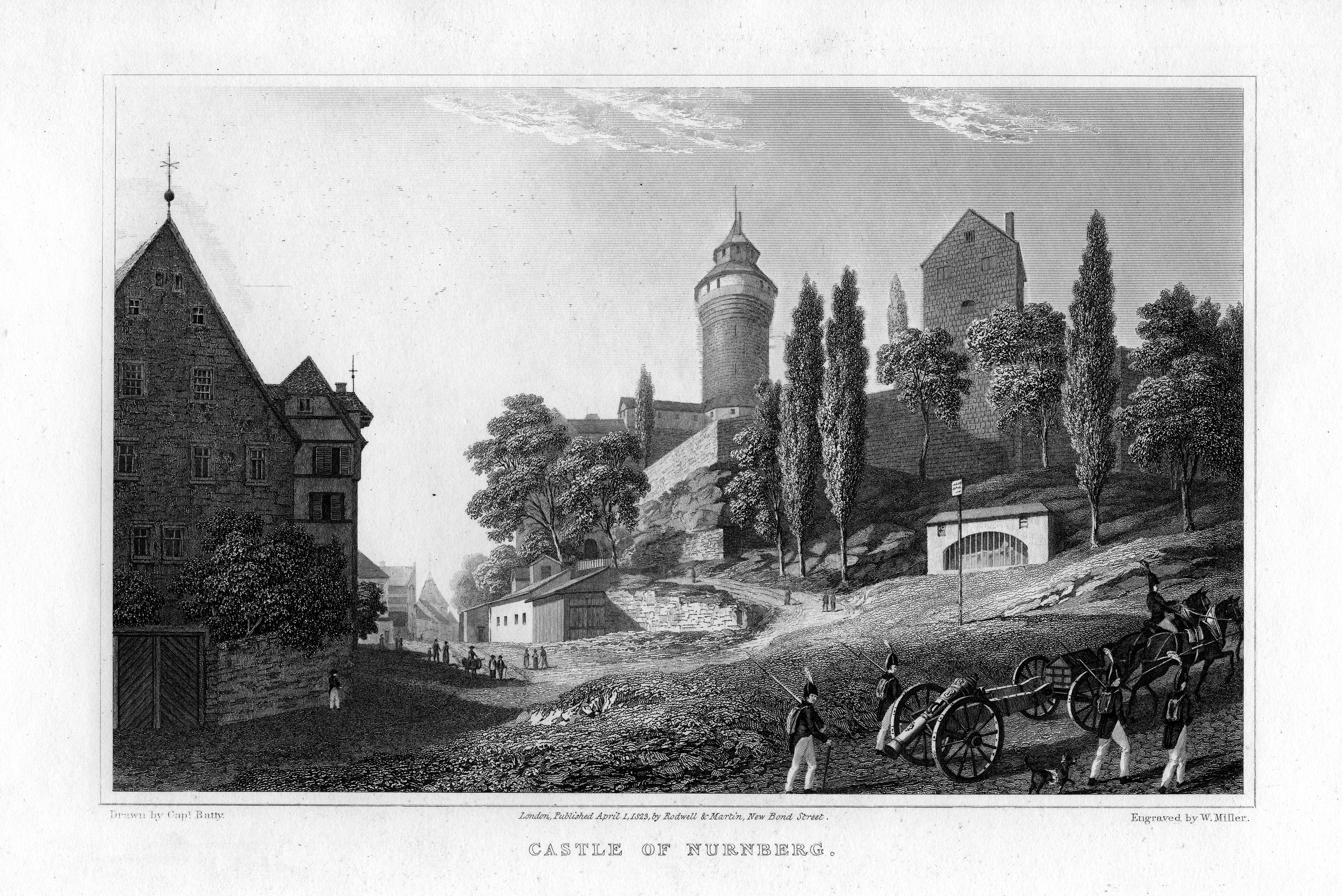
Nürnberger Kaiserburg, 1823

Miller war beteiligt an den Buchillustrationen von England and Wales (1827–1838), The Revers of France (1833–1835), Roger’s Poems (1834), und zu großen Teilen an The Prose and Poetical Works von Sir Walter Scott (1834). Zu dem Werk The Provincial Antiquities and Picturesque Scenery of Scotland (1826) steuerte er einige exzellente Stiche nach Thomson und Turner bei. Zu den größerformatigen Stichen nach Turners Vorlagen gehören die Titel The Grand Canal, Venice, The Rhine, The Bell Rock, The Tower of London sowie The Shepherd.
Gegen Ende seines Lebens gab Miller das Gravieren auf und widmete sich der Aquarellmalerei. Er stellte seine Werke in der Royal Scottish Academy aus, deren Ehrenmitglied er war. Für Myles Birket Foster, Quäker wie er selbst, führte er in dieser Zeit eine letzte Serie von Vignetten aus.